# مرگ الیسا لم
الیسا لم (به نام کانتونی لم هو یی / 藍 可 兒) (۳۰ آوریل ۱۹۹۱ - فوریه ۲۰۱۳)، دانشجوی کانادایی دانشگاه بریتیش کلمبیا در ونکوور بود. در تاریخ ۱۹ فوریه ۲۰۱۳ جسد او از منبع آبی در طبقهٔ آخر هتل سیسیل در مرکز شهر لس‌آنجلس بیرون کشیده شد. او در آغاز ماه وفاتش گم شده بود. مهمانان هتل از رنگ و طعم آب شکایت کردند، پس از بررسی کارکنان تأسیساتی بدن وی در مخزن آب آن هتل کشف شد.
گم شدن لم در کل منطقه اعلام شده بود؛ پنج روز قبل از کشف بدن او، اداره پلیس لس‌آنجلس ویدئویی از آخرین باری که توسط دوربین امنیتی آسانسور دیده شده بود را منتشر نمود که نظر بینندگان زیادی را به خود جلب کرد. در فیلم، لم خارج و دوباره وارد آسانسور می‌شود با چیز نامعلومی صحبت می‌کند و از چیز نامعلومی خود را پنهان می‌کند. بسیاری از بینندگان این ویدیو گفته‌اند که از مشاهده آن وحشت کرده‌اند و ویدیو غیرطبیعی است. محققان توضیح داده‌اند فراهنجار و بیماری اختلال دوقطبی که لم از آن رنج می‌برد دلیل حرکات غیرطبیعی وی بود؛ همچنین این بحث مطرح شده که ویدیو قبل از انتشار دستکاری شده است.
شرایط نظیر قضیه لم، در سابقه هتل سیسیل چون خودکشی، قتل و حضور قاتلان زنجیره‌ای یافت می‌شود. ابهاماتی مبنی بر این‌که ماجرا جنایی بوده یا هدف قاتل تجاوز بوده است نیز وجود دارد. هنگامی که جنازه‌اش پیدا شد او برهنه بود و اغلب لباس‌ها و لوازم شخصی لم نزدیک جسدش در آب شناور بود. چهار ماه طول کشید تا دفتر انتشارات کالج کانون لس‌آنجلس جزئیات نامه کالبدشکافی را منتشر سازد. در این گزارش آمده است که هیچ شواهدی از این‌که لم دچار هر نوع آسیب فیزیکی شده باشد وجود ندارد و تصریح کرد: مرگ او بدون دخالت شخص ثالث به‌طور ناخودآگاه اتفاق افتاده است. بعضی از کاربران اینترنت متوجه شباهت‌های غیرمعمول بین مرگ لم و فیلم ترسناک آب تیره ساخت ۲۰۰۲ شدند. این پرونده از زمان انتشار مورد توجه فرهنگ مردمی بین‌المللی قرار گرفته است.

## زمینه
لم دختر یک زوج مهاجر از هنگ کنگ
بود. این زوج پس از مهاجرت به کانادا رستورانی در برنابی در اطراف شهر ونکوور تأسیس کردند. گرچه او در ابتدای سال ۲۰۱۳ ثبت‌نام نکرده بود ولی دانشجوی دانشگاه بریتیش کلمبیا به‌شمار می‌رفت.

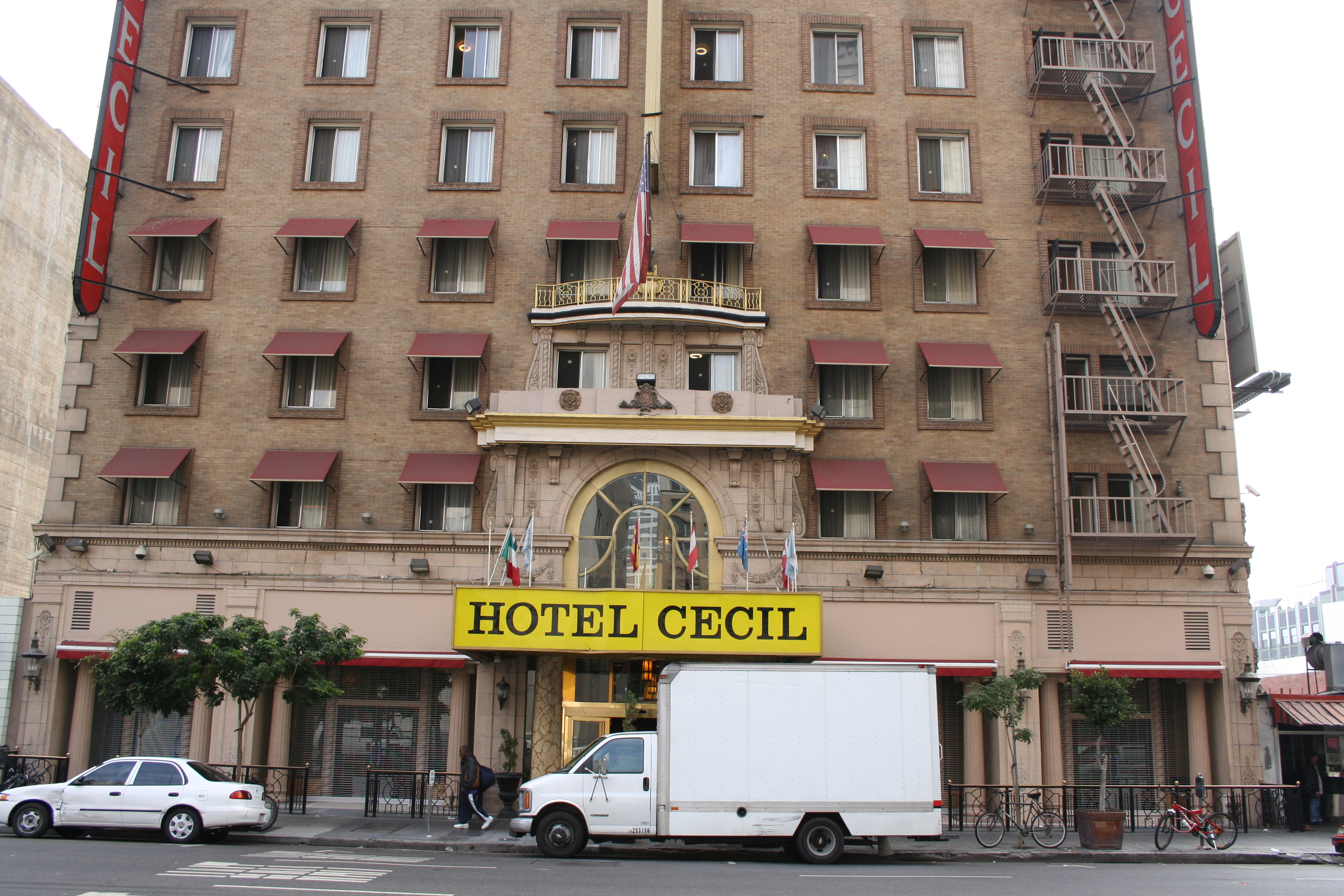
سیسیل، جایی که لم آخرین هفته عمر خود را سپری کرد

او به تنهایی لس‌آنجلس سفر کرد و با امتراک و اتوبوس‌های بین شهری به این شهر رفت. او از باغ‌وحش سن دیگو بازدید کرد و عکس‌هایی که در آنجا گرفت را در رسانه‌های اجتماعی به اشتراک گذاشت. او در ۲۶ ژانویه به لس آنجلس آمد. پس از گذشت دو روز، او به هتل سیسیل، در نزدیکی مرکز شهر اسکید رو اقامت کرد. او ابتدا در اتاقی مشترک در طبقه پنجم هتل اسکان کرد؛ با این حال، هم اتاقی او به وکیل هتل درمورد «رفتار عجیب و غریب» لم شکایت کرد و بعد از دو روز لم به اتاقی تک‌نفره منتقل شد.
سیسیل در دههٔ ۱۹۲۰ به عنوان یک هتل تجاری ساخته شد و در دورهْ رکود بزرگ دهه ۱۹۳۰، بورس این هتل سقوط کرد و هرگز بازار اصلی خود را بازپس نگرفت، زیرا مرکز شهر در اواخر قرن بیستم در اطراف آن جابه‌جا شد. در سال ۱۹۶۴ چندین قاتل حرفه‌ای در هتل اقامت داشته‌اند، گلدی اسگود در اتاق خود در سیسیل مورد تجاوز و قتل قرار گرفت، جرمی که تا به حال پرونده آن حل نشده است. قاتلان زنجیره‌ای چون جک اونتروگر و ریچارد رامیرز، در زمان فعالیت هر دو ساکن این هتل بودند. همچنین چندین خودکشی در این هتل صورت گرفته، که در یکی از آنها عابری پیاده را نیز در مقابل هتل کشته است. این هتل پس از بازسازی‌هایی که انجام داده تلاش کرده خود را به عنوان هتل بوتیک جلوه دهد، اما با این وجود هنوز شهرت آن در زمینه ارتکاب جرم به قوت خود باقی است. استیو اریکسون، روزنامه‌نگاری که بعد از مرگ لم یک شب در این هتل سپری کرد عنوان کرد که «هر چیز خوفناکی که شما از آن فراری هستید را سیسیل به شما نشان خواهد داد.»
لم به اختلال دوقطبی و افسردگی مبتلا بود. او ۴ دارو - بوپروپیون، لاموتریژین، کوئتیاپین و ونلافاکسین داشت - که برای درمان اختلالات وی تجویز شده بود. با توجه به خانواده‌اش، که ظاهراً تاریخچهٔ بیماری روحی او را مخفی نگه می‌داشتند، او هیچ سابقه‌ای از افکار خودکشی یا تلاش‌ها برای آن را نداشته است، اگر چه یک گزارش ادعا کرد او قبلاً برای یک دوره کوتاه گم شده بود.
در اواسط سال ۲۰۱۰، او یک وبلاگ به نام Ether Fields در بلاگر ساخت. در طی دو سال فعالیت وبلاگش، او تصاویری از مدل‌های روز و درمورد زندگی‌اش، به خصوص مبارزه با بیماری‌های روانی‌اش در این وبلاگ نوشت. لم در پستی در ماه ژانویه ۲۰۱۲ در وبلاگش می‌گوید که «عود» بیماری‌اش در آغاز دوره مدرسه فعلی‌اش او را مجبور کرده است تا چندین‌بار در کلاس‌هایش حضور نیابد و غیبت کند و احساس کند «کاملاً بی حرکت و از دست رفته» است. او عنوان پست خود را، «شما همیشه با ایده‌هایتان زندگی خود را هدر می‌دهید» آغاز کرد. این عنوان را پس از نقل قولی از رمان‌نویس چاک پالنیک استفاده کرد. او از این نقل قول به عنوان پیامی کوتاه برای وبلاگش استفاده کرد. او نگران بود که متن او با بسیاری از برداشت‌های مشکوک همراه شود و این امر موجب شود که وی قادر به ادامه تحصیل و حضور در مدرسه و فارغ‌التحصیلی نشود.
کمی بعد از دو سال پس از این‌که لم وبلاگ نویسی را شروع کرد، او اعلام کرد که وبلاگش را رها خواهد کرد. بعد از آن او در تامبلر شروع به کار کرد. محتویات آن بیشتر شامل عکس‌ها، نقل قول‌ها و چند پست در کلمات خود لم بود.

## ناپدید شدن
لم هر روز در مسافرت با پدر و مادرش در بریتیش کلمبیا تماس می‌گرفت. در روز ۳۱ ژانویه سال ۲۰۱۳، روزی که قرار بود او را از هتل خارج شود وبه سانتاکروز برود والدینش تماسی از او دریافت نکردند لذا از پلیس لس آنجلس؛ درخواست کمک کردند. همچنین خانواده اش برای کمک به یافتن دخترشان به لس آنجلس رفتند.
پرسنل هتل که روز حادثه او را دیدند گفتند که او تنها بود. در خارج از هتل کیتی اورن، مدیر کتابخانه‌ای در آن نزدیکی، تنها کسی بود که در آن روز لم را دیده بود. یورف به سی‌ان‌ان گفت: «او هنگامی که بیرون می‌رفت، بسیار پر جنب و جوش و دوستانه بود» و او به مغازه‌اش آمده بود تا برای خانواده‌اش هدیه بخرد. یورف افزود، «[او] در مورد این‌که چه کتابی بخرد صحبت می‌کرد. حجم خرید او بسیار سنگین بود و حمل آن برای او مشکل به نظر می‌رسید.»
پلیس هتل را تا آنجا که از لحاظ قانونی مقدور بود وارسی کرد. آنها اتاق لم را جستجو کردند و با سگ، ساختمان، از جمله پشت بام تفتیش شد. اما سگ‌ها اثری از او نیافتند. رادی لوپز گفت:ما همه اتاق‌ها را جستجو نکردیم. لوپز در ادامه گفت: «ما فقط می‌توانستیم این کار (تفتیش خانه به خانه) را در صورتی انجام دهیم که علت احتمالی ارتکاب جرم وجود می‌داشت یا به کسی مظنون می‌بودیم».
در روز ۶ فوریه، یک هفته پس از این‌که لم آخرین بار دیده شد، LAPD به این نتیجه رسید که کمک بیشتری نیاز است. تصویر او در محله و رسانه‌های آنلاین پخش شد. این کار توجه افکار عمومی نیز به این مسئله جلب کرد.

## فیلم آسانسور
این نسخه به‌طور گسترده‌ای عرضه شد، از جمله به سایت اشتراک گذاری ویدیو چین یوگو، که در آن ۳ میلیون بازدید و ۴۰ هزار نظر در ۱۰ روز اول خود دریافت کرد. بسیاری از مفسران تماشای آن را ناامید کننده توصیف کردند.
چند نظریه تکامل یافته برای توضیح رفتارهای او وجود دارد. یکی از این نظریه‌ها این بود که لم سعی داشت موتور آسانسور را به حرکت درآورد تا از کسی که او را دنبال می‌کند فرار کند. گروهی دیگر گفتند که او تحت تأثیر اکستازی یا قرص روان‌گردان قرار داشت. هنگامی که محققان به اختلال دوقطبی او پی بردند، نظریه‌ای مبنی بر این‌که وی دچار مراحل اولیه روان‌پریشی شده بود نیز ظهور کرد.
بینندگان دیگر ادعا کردند که این ویدیو قبل از این‌که در اختیار عموم قرار داده شود دست‌کاری شده است. علی‌رغم وجود نوار زمان، آنها ادعا می‌کردند که بخش‌هایی کم شده است و تقریباً یک دقیقه از فیلم به صورت مخفیانه حذف شده است. ساده‌ترین دلیل این امر می‌تواند برای محافظت از هویت فردی رهگذر باشد که در ویدیو حضور داشته است اما ربطی به ماجرای مرگ لم نداشته است. نظریه دیگر در این مورد می‌گوید که این کار برای پنهان‌سازی شواهدی است که نشان می‌دهد ناپدید شدن و مرگ لم در نتیجهٔ عملی جنایی بوده است.

## کشف جسد
هنگامی که پلیس و مردم در جستجوی لم بودند، برخی از مهمانان هتل سیسیل از فشار کم‌آب شکایت می‌کردند. بعدها بعضی‌ها ادعا کردند که آب اتاق آنها سیاه شده بود و طعم غیرمعمولی داشت. در صبح روز ۱۹ فوریه، بدن لم در یکی از چهار تانک ۳۷۸۵ لیتری که آب به اتاق مهمان‌ها، آشپزخانه و یک کافی شاپ می‌رساند پیدا شد. مخزن از آب تخلیه شد و بدنه آن برش داده شد، زیرا سرپوش آن بسیار کوچک بود و اگر از راه در مخزن آب بدن لم را بیرون می‌آوردند جنازه آسیب می‌دید. اما با برش دادن تانکر جسد بدون آسیب فیزیکی خارج شد.
در ۲۱ فوریه، دفتر کورنر لس آنجلس اعلام کرد که غرق شدن لم خودکشی بوده و این امر به دلیل ابتلای لم به
اختلال دوقطبی بوده است. گزارش کامل کورنر در ژوئن منتشر شد،که بدن لم برهنه شده است؛ لباس شبیه به آنچه در ویدیو آسانسور برتن داشت در آب کنار جسدش شناور بود و جسدش با ذرات شبیه شن و ماسه پوشیده شده بود. ساعت و کلید اتاق او نیز با او یافت شد.
بدن لم تقریباً تجزیه و پف کرده کرده بود. رنگ جسد متمایل به سبز بود، اندکی سنگ‌ریزه مرمر در شکم او بود برخی از قسمت‌های پوست جدا شده بود. شواهدی از آسیب فیزیکی، تجاوز جنسی، یا خودکشی وجود نداشت. آزمایش‌های سم‌شناسی  –  ناتمام بود زیرا خون کافی از او باقی نمانده بود  –  با این حال آزمایش‌ها نشان می‌داد که لم داروهای تجویزی خود را مصرف می‌کرده به علاوه مواد مخدر غیر تجویزی مانند وینت و ایبوپروفن استعمال می‌کرده است. مقدار بسیار کمی از الکل (حدود ۰٫۰۲ گرم٪) وجود دارد، اما هیچ داروهای تفریحی دیگری در آزمایش مشخص نشد.

## مسائل دیگر
تحقیقات مشخص کرده‌اند که چگونه لم درگذشت، اما در روزهای نخست توضیحی در مورد چگونگی رسیدن لم به مخزن آب ارائه نشده بود. درها و پله‌ها که به سقف هتل متصل بود، تنها کارکنانی که دارای کد عبور و کلید بودند می‌توانستند از آن عبور کنند و روی سقف بروند و نزدیک مخزن آب شوند و هر گونه تلاش غیرمجاز برای نفوذ به سقف باعث به صدا درآمدن آژیر خطر می‌شد. اما در ادامه مشخص شد پله فرار آتش‌نشانی هتل به راحتی به او اجازه می‌داد به روی سقف برود و او نیازی نداشت از این اقدامات امنیتی عبور کند، همچنین هنگامی که پلیس با سگ دنبال لم می‌گشت رد بوی او در نزدیک پنجره متصل به پله فرار از آتش گم شد، لذا رسیدن به سقف برای او (یا کسی که ممکن است او را همراه خود داشته باشد) به راحتی در دسترس بود. ویدیویی که توسط یک کاربر چینی ساخته شده، نشان می‌داد که سقف هتل به آسانی از طریق پله‌های فرار در دسترس بوده، و در دو مخزن آب نیز باز بود.
به غیر از سؤال در مورد چگونگی رسیدن او به سقف، دیگران سؤال می‌پرسیدند آیا می‌تواند خودش را در شرایطی که هر چهار مخزن استوانه‌ای که بر روی پایه‌ای بتونی قرار داشت خود را به بالای مخزن برساند. هیچ دسترسی ثابت به آنها وجود ندارد و کارکنان هتل مجبور بودند از نردبان سیار برای دیدن سطح آب استفاده کنند. مخازن آب با درهای سنگین محافظت می‌شد که به سختی می‌توان آن را جابه‌جا کرد. سگ‌های پلیس که مدت کوتاهی پس از ناپدید شدن لم در پشت بام برده شدند، هیچ اثری از او پیدا نکردند (اگرچه آنها در ناحیه نزدیک به مخازن آب جستجو نکردند).
نظریات مربوط به رفتار لم در ویدیوی آسانسور با مرگ او پایان نیافت. برخی معتقد بودند که او از تعقیب کننده‌ای پنهان شده بود، شاید کسی در نهایت مسئول مرگ وی بود، در حالی که دیگران می‌گفتند که او فقط از ناکارآمدی آسانسور ناراحت بود. بعضی از طرفداران این نظریه که لم تحت تأثیر مواد مخدر غیرقانونی قرار داشت بر این باورند عدم وجود آثار این نوع مواد در آزمایش‌ها ممکن است به دلیل این باشد که بر اثر گذر زمان در بدن لم تجزیه شده باشند یا این‌که از مدل‌های جدید مواد مخدر بوده که روش‌های آزمایش ناکافی بوده است.
گزارش کالبد شکافی و نتایج آن نیز مورد سؤال قرار گرفته است. به عنوان مثال، نتایج کیت تجاوز و کیت ناخن منتشر نشده است. همچنین جمع شدن خون در ناحیه مقعد لم به ثبت
رسیده، که بعضی از ناظران می‌گوید نشانه‌ای از سوء استفاده جنسی است. با این حال یک پاتولوژیست اشاره کرده است که این امر می‌تواند از نفخ در دوره تجزیه بدن لم، ناشی شده باشد و همچنین گزارش‌ها حاکی از افتادگی راست‌روده لم است. حتی پاتولوژیست‌های کرونر نیز به نظر می‌رسید که در مورد نتیجه‌گیری خودشان که مرگ لم به‌طور اتفاقی بود، در تناقض هستند.
از زمان مرگ او، وبلاگ تامبلر او به روز شده است، احتمالاً از طریق گزینه Tumblr Queue که اجازه می‌دهد زمانی که کاربر حضور ندارد پست‌ها به صورت خودکار خود را منتشر کنند. تلفن او نه با بدن او و نه در اتاق هتل او یافت نشد؛ فرض شده است که در زمان مرگ لم گوشی‌اش به سرقت رفته است. این که آیا به روزرسانی‌های روزانه وبلاگ او توسط سارق تلفن، کار هکر یا از طریق Queue بوده است مشخص نیست؛ معلوم نیست آیا به روز رسانی وبلاگ لم مرتبط با مرگ او است یا خیر.

## شکایت از دادگاه
در سپتامبر، پدر و مادر لم، با اتهام «خطرناک بودن هتل» از سیسیل شکایت کردند و به دنبال خسارت‌هایی نامشخص و هزینه‌های دفن بودند. این هتل استدلال کرد که نمی‌توانست پیش‌بینی کند که لم ممکن است وارد مخزن آب شود و از آنجایی که نحوهٔ رسیدن لم به مخزن آب مشخص شد هیچ راهی برای جلوگیری از آن نمی‌تواند ارائه دهد. در سال ۲۰۱۵ دادخواست رد شد.